# Allan Bergfelt
Sven Rudolf Allan Bergfelt, född 18 februari 1915 i Stockholm, död 9 maj 2004 i Göteborg, var en svensk väg- och vattenbyggnadsingenjör. 
Efter examen vid Kungliga Tekniska högskolan 1937 var Bergfelt anställd av Sven Olof Asplunds Byggnads AB 1937–1938, Väg- och vattenbyggnadsstyrelsen 1938–1945, AB Skånska Cementgjuteriet 1945–1953, konstruktionschef Göteborgs hamn 1953–1957, professor i brobyggnad vid Chalmers tekniska högskola 1957–1963, i byggnadsteknik II 1963–1965, i konstruktionsteknik stål- och träbyggnad jämte brobyggnad 1965–1981. År 1990 blev han filosofie kandidat. Han var ordförande Tekniska samfundets i Göteborg avdelning V 1968–1969, ledamot av arbetskommittén inom International Association for Bridge and Structural Engineering och Europeiska stålbyggnadskonventionen, expertuppdrag för Älvsborgsbron och Tingstadstunneln i Göteborg och efter Tuveskredet 1977.